# Samuel Owen
Pour les articles homonymes, voir Owen.
Samuel Owen (1769 ?- 8 décembre 1857) est un peintre et illustrateur de marine britannique.

## Biographie

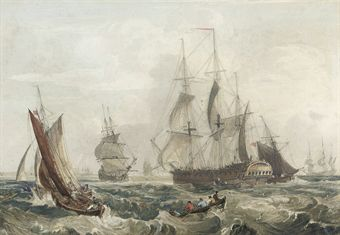
Navires de guerre dans une forte brise terrestre (crayon et aquarelle)

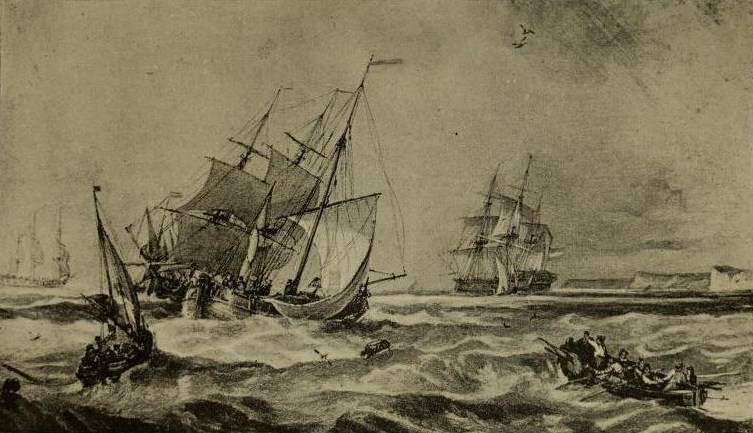
Vaisseaux hollandais (illustration n/b de l'original)

Samuel Owen naît vers 1769. Aucune œuvre de lui n'est enregistrée avant 1791, lorsqu'il expose A Sea View à la Royal Academy. Il propose huit aquarelles à la Royal Academy entre 1794 et 1797, notamment A View of the British and Spanish Fleets, en 1797, après la victoire du cap Saint-Vincent et trois dessins de l'engagement entre les navires britannique HMS Director (sous le commandement du capitaine Bligh), et néerlandais Vryheid (en) (de l'amiral De Winter) à la bataille de Camperdown le 11 octobre 1797.
En 1808, il rejoint les Associated Artists in Water-Colours et envoie onze dessins de sujets maritimes à leur première exposition. Il expose également douze œuvres en 1809 et six en 1810, mais après cette date quitte le groupe. Ses œuvres sont soigneusement dessinées et fraîchement colorées, avec une grande attention aux détails des bateaux. Parmi eux se trouvent la série de 84 dessins gravés par William Bernard Cooke pour son ouvrage The Thames publié en 1811, et onze autres réalisés pour le Picturesque Tour of the River Thames', conjointement publié par William Westall, et lui-même en 1838.
Owen meurt à Sunbury dans le Surrey, le 8 décembre 1857 mais avait depuis longtemps cessé de pratiquer son art. Le Victoria and Albert Museum détient onze de ses tableaux, notamment Shipping in a Calm with Fishermen on the Beach (1800), ainsi que deux dessins sépia de scènes de bord de mer. Le National Maritime Museum de Greenwich possède plusieurs gravures.